# 2K11 Krug
2K11 Krug (tiếng Nga: 2К11 «Круг»; tiếng Anh: circle) là một hệ thống tên lửa đất đối không (SAM) tầm xa và trần bắn trung và cao của Liên Xô (cũ) và Nga. "2K11" là tên định danh GRAU, tên ký hiệu NATO là SA-4 Ganef (theo một từ gốc Yiddish có nghĩa là "kẻ trộm" hoặc "kẻ thô lỗ"). Hệ thống này được thiết kế bởi NPO Novator và chế tạo tại Nhà máy chế tạo máy Kalinin.

## Phát triển và trang bị
Hệ thống phòng không Krug ZRK-SD (2K11) được phát triển vào năm 1957 tại phòng thiết kế Lyulev OKB. Hệ thống này xuất hiện lần đầu tiên tại cuộc duyệt binh tại Moskva vào tháng 5-1964. Hệ thống này được triển khai rộng khắp vào năm 1967 và đến năm 1969 thì hoạt động đầy đủ. Hệ thống này được sử dụng trong Lục quân Liên Xô như một hệ thống SAM tầm trung và xa.
Phiên bản đầu của Krug trang bị vào năm 1965. Phiên bản tác chiến hoàn chỉnh đầu tiên là Krug-A trang bị năm 1967, phiên bản cải tiến Krug-M năm 1971 và Krug-M1 năm 1974, các phiên bản sau được phát triển nhằm khắc phục các vấn đề nảy sinh trong quá trình hoạt động. Một phiên bản là bia bay có tên gọi 9M316M Virazh đã được phát triển từ các tên lửa Krug đã cũ, loại bia bay này được chào hàng xuất khẩu năm 1994.
2K11 được quân đội Xô viết sử dụng một thời gian ngắn trong chiến tranh ở Afghnistan giai đoạn 1979-1980, nhưng sau đó đã rút về sau vài tháng hoạt động. Năm 1997, có các báo cáo rằng năm 1993 và 1996, khoảng 27 bệ phóng Krug và 349 tên lửa đã được bán cho Armenia. Ba Lan đã thử nghiệm 4 tên lửa vào tháng 9-2006 nhằm tiêu diệt các mục tiêu là P-15 Termit (SS-N-2 'Styx')

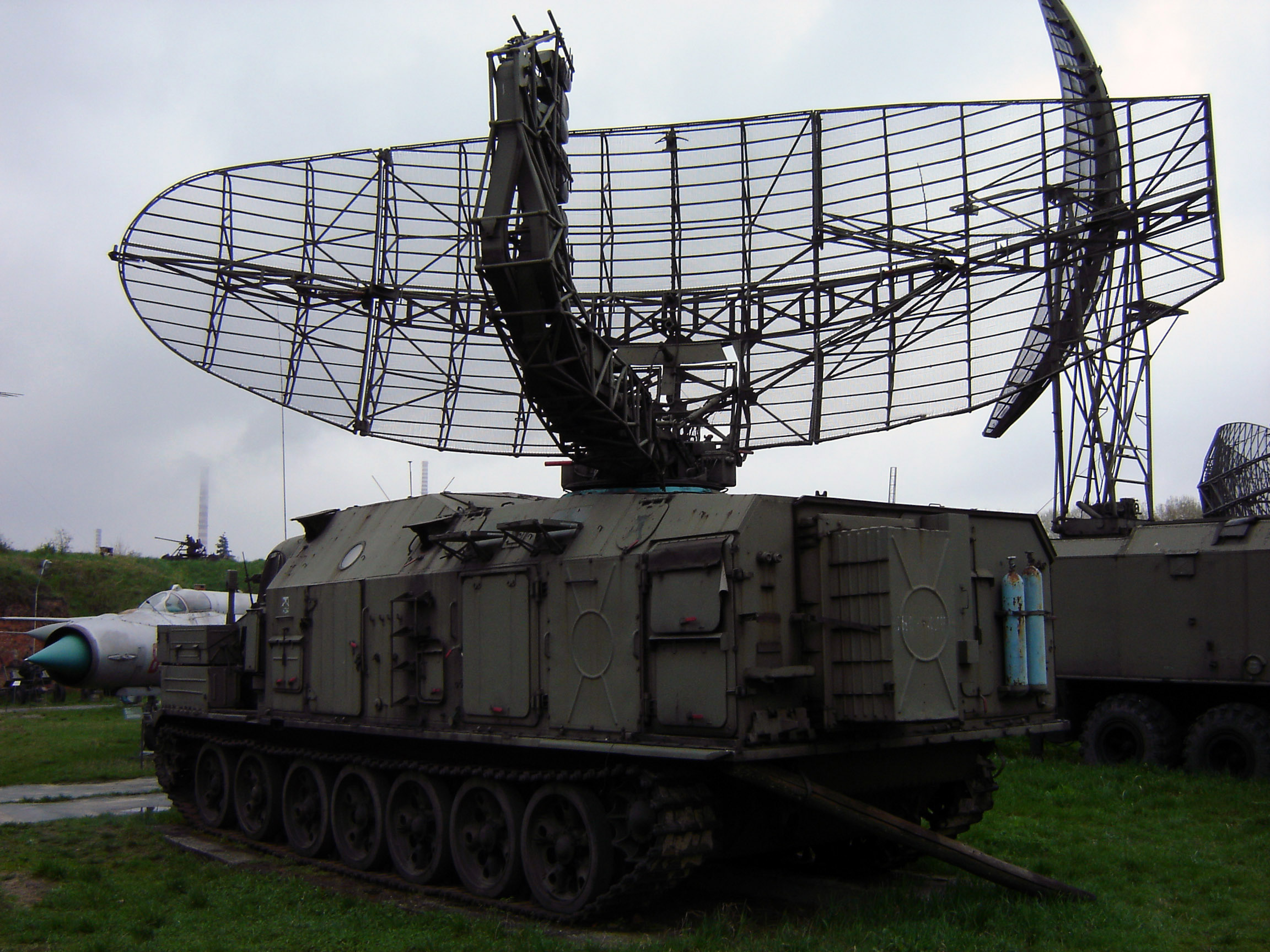
Đài radar P-40 "Long Track".

## Miêu tả

### Xe chở

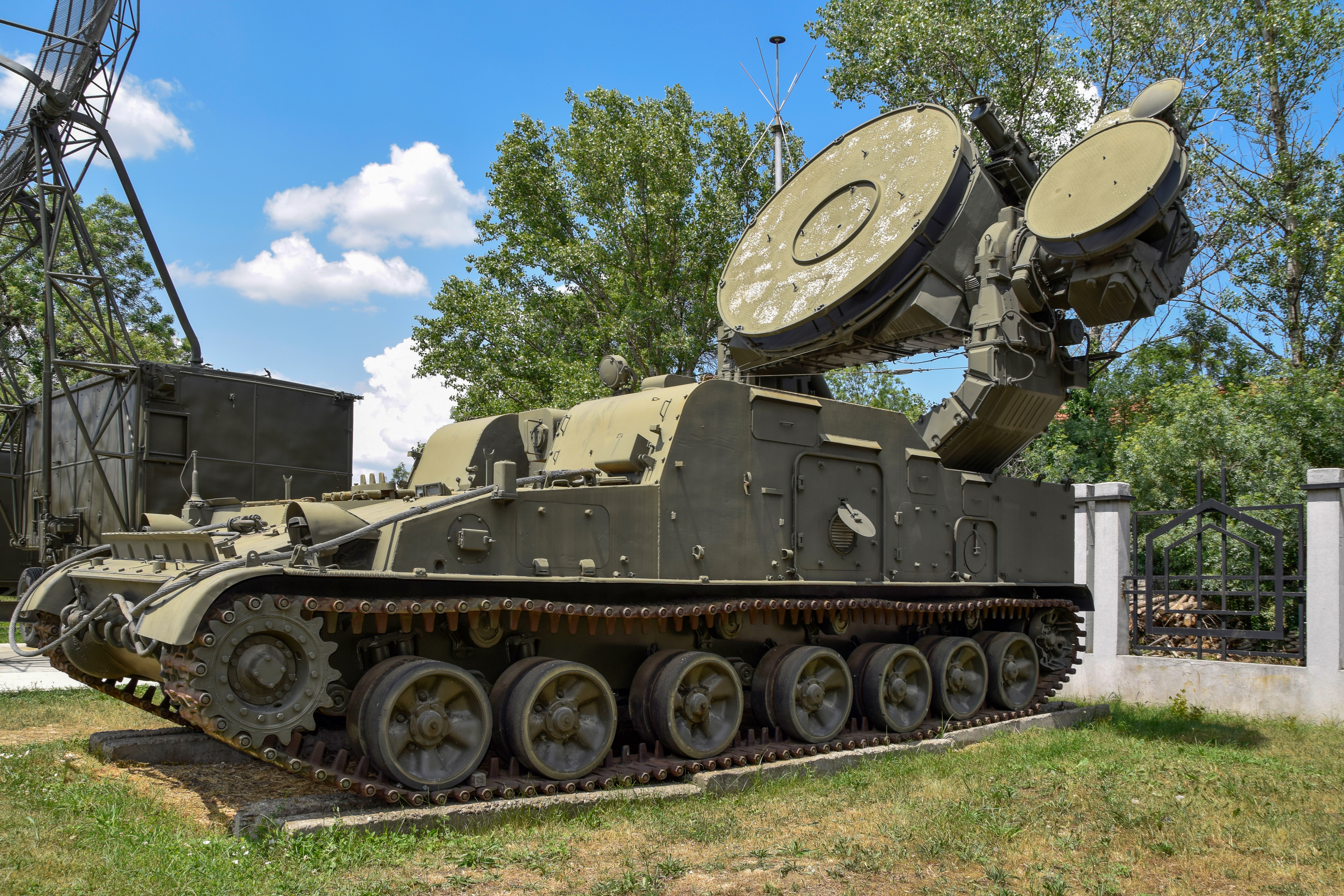
1S32 "Pat Hand"

Xe chở tên lửa TEL (transporter erector launcher - xe mang ống phóng) là xe bánh xích (hoán cải AT-T) dựa trên khung gầm GM-123 và mang hai đạn tên lửa trên hai bệ phóng có thể quay 360 độ và góc ngẩng là 70 độ. Hai phiên bản chính của tên lửa được trang bị là 9M8M1 (2K11M "Krug-M") và 9M8M2 (2K11M2/3 "Krug-M1"), cả hai đều được Bộ quốc phòng Mỹ gọi với tên SA-4B. 9M8M (SA-4A) nguyên bản được trang bị năm 1965 và tiếp theo là 9M8M1 (2K11A "Krug-A") nâng cấp năm 1967 trước 9M8M1 năm 1971 và 9M8M2 năm 1973. 9M8M2 thật ra có trần bắn tối đa thấp và tầm bắn ngắn hơn so với 9M8M1, nhưng bù lại là hiệu suất tiêu diệt các mục tiêu bay thấp sẽ cao hơn. Mỗi khẩu đội tên lửa thường gồm 2 tên lửa 9M8M1 và 4 tên lửa 9M8M2 cũng như các đài radar:
- P-40 "Long Track" dải sóng E, đây là radar cảnh báo sớm (cũng được sử dụng trong hệ thống SA-6 và SA-8, tầm 175 km/108 dặm), dùng cho sở chỉ huy cấp sư đoàn
- "Pat Hand" dải sóng H, đây là radar dẫn hướng và điều khiển bắn (tầm 128 km/80 dặm)
- "Thin Skin" dải sóng E, đây là radar đo cao (cũng được sử dụng trong hệ thống SA-6 và SA-8, tầm 240 km/148 dặm), dùng cho sở chỉ huy cấp trung đoàn hoặc lữ đoàn

Cả hai đài radar "Long Track" và "Pat Hand" được đặt trên xe AT-A hoán đổi, tương tự như xe phóng 9M8. Đài radar "Thin Skin" được đặt trên xe tải. Các khẩu đội cũng có các xe tải Ural mang các tên lửa dự trữ để nạp cho xe phóng.

### Khả năng sống sót và chống gây nhiễu
So với tên lửa thế hệ trước là SA-2, Krug được bổ sung một loạt tính năng giúp cải thiện khả năng sống sót của radar trước các tên lửa chống bức xạ và tăng khả năng bắn trúng đích.
Ở chế độ PI (ПИ), radar chỉ chiếu sóng vào mục tiêu trong thời gian ngắn rồi tự ngắt sóng, máy tính sẽ tính toán đường bay kéo dài của nó dựa trên dữ liệu nhận được từ các radar cảnh báo sớm. Sau một thời gian ngắt sóng chừng mấy phút, radar chính sẽ chiếu sóng vào hướng bay đã tính toán của mục tiêu trong vài giây và tính toán lại đường bay của mục tiêu nếu cần (nếu khoảng cách giữa đường bay tính toán và vị trí thực tế lớn hơn 7 km). Do đó, hệ thống này chỉ phát ra các tín hiệu radar trong vài giây sau mỗi mấy phút, nên rất khó để gây nhiễu hoặc phóng tên lửa chống radar đối với Krug. Đây có thể nói là cải tiến vượt bậc so với hệ thống tiền nhiệm SA-2.
Hệ thống cũng có thể theo dõi mục tiêu trong chế độ hoàn toàn thụ động PNS (ПHC), chế độ này dựa trên dữ liệu được cung cấp bởi radar "Long Track" EWR thông qua đường truyền dữ liệu bằng sóng radio. Trong chế độ này, hầu như không thể phát hiện ra hệ thống Krug cho đến thời điểm phóng tên lửa, vì Krug hoàn toàn không phát ra sóng radar.
Ở chế độ 3M (hay còn gọi là ba điểm), Krug sẽ truy tìm nguồn phát tín hiệu gây nhiễu (ví dụ: máy gây nhiễu AN/ALQ-99 của máy bay Mỹ). Ở chế độ này, tín hiệu gây nhiễu được dùng là để bảo vệ máy bay sẽ phản tác dụng, khiến máy bay trở thành "điểm phát" để tên lửa Krug lao đến.

### Tên lửa
Các tên lửa được phóng với sự trợ giúp của 4 động cơ phản lực phụ dùng nhiên liệu rắn gắn ngoài. Khi 4 động cơ phụ đốt hết nhiên liệu, tên lửa kích hoạt động cơ chính, đây là động cơ phản lực dòng khí thẳng dùng nhiên liệu lỏng. Tên lửa đạt đến tốc độ Mach 4 và có tầm bắn hiệu quả 50–55 km (31-34 dặm) phụ thuộc vào từng phiên bản. Nó mang đầu đạn nặng 135 kg (300 lb). Độ cao tên lửa có thể đạt được từ 100 mét đến 27 km (330-88.500 feet). Tên lửa 3M8 được thiết kế và chế tạo tại NPO Novator.
Tên lửa được điều khiển qua vô tuyến với pha cuối là dùng radar bán chủ động (SARH). Hệ thống bám mục tiêu quang học cũng có thể được sử dụng trong giai đoạn điều khiển ban đầu trong môi trường bị chế áp điện tử mạnh.

## Cấu trúc của hệ thống tên lửa Krug
Mỗi trung đoàn SA-4 có hai tiểu đoàn, mỗi lữ đoàn có ba tiểu đoàn. Ở mỗi sở chỉ huy cấp lữ đoàn, trung đoàn và tiểu đoàn có một hệ thống chỉ huy. Trong mỗi tiểu đoàn SAM có ba hệ thống SAM.
- Xe phóng tự hành 2P24 trên bệ xe GM-123, mỗi hệ thống có 3 xe
- Đài điều khiển tên lửa 1S32 trên bệ xe GM-124, mỗi hệ thống có 1 xe
- Đài phát hiện mục tiêu 1S12 trên bệ xe AT-T đã được sửa đổi, mỗi hệ thống có 1 xe
- Xe vận chuyển-nạp đạn 2T6 trên cơ sở xe tải Ural, mỗi hệ thống có 1 xe

## Các quốc gia sử dụng

### Các quốc gia hiện nay

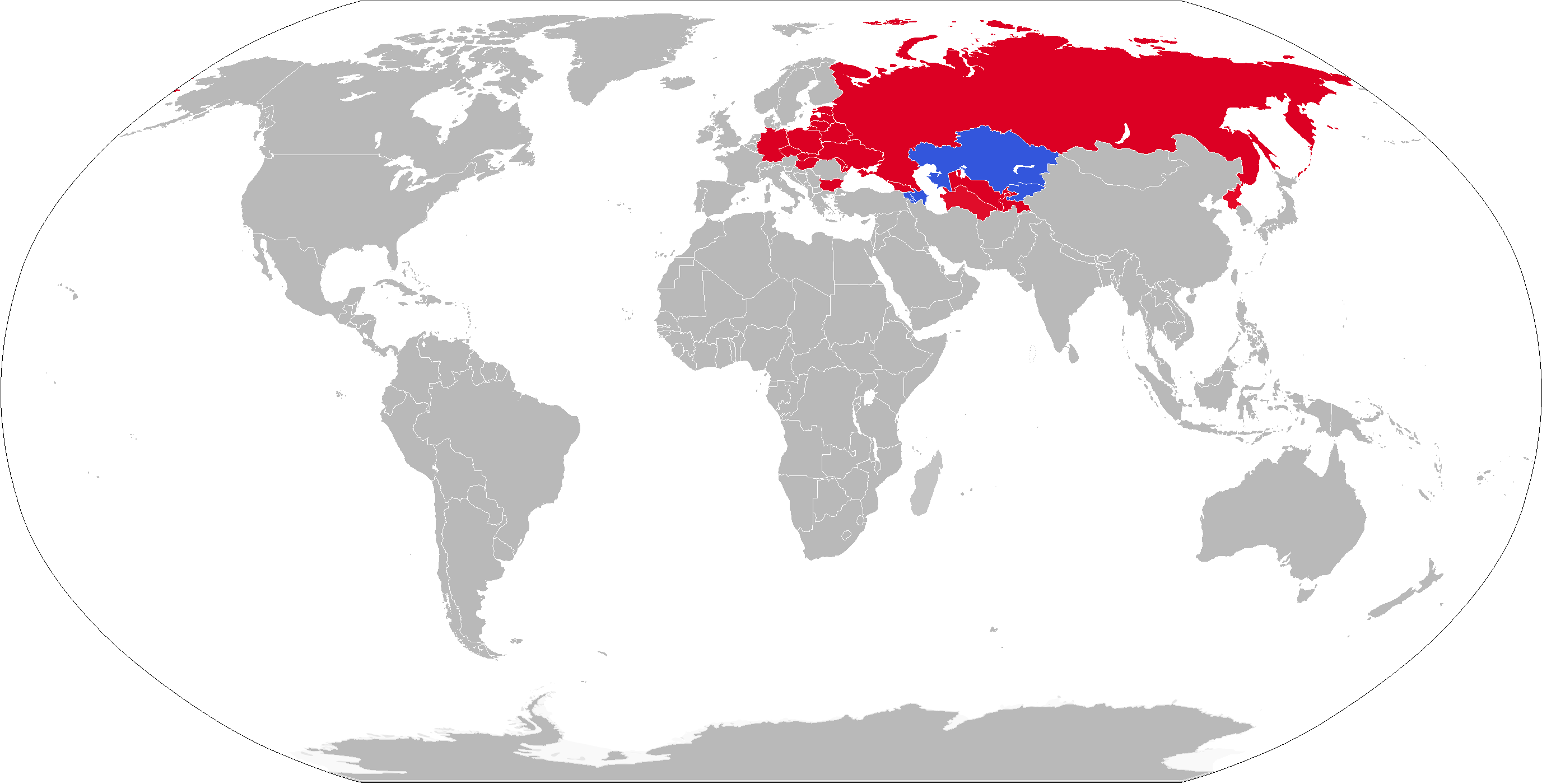
Bản đồ các quốc gia sử dụng 2K11 Krug:
Xanh lam:Đang sử dụng• Đỏ:Từng sử dụng

- Armenia - 15[2]
- Azerbaijan[2]
- Syria – 40[6][Còn mơ hồ  – thảo luận]
- Turkmenistan - 30[2]
- Kyrgyzstan[cần dẫn nguồn]
- CHDCND Triều Tiên - không rõ số lượng

### Các quốc gia trước kia
- Ba Lan - 30[2] Ngừng hoạt động vào năm 2011
- Bulgaria - 30[2]
- Tiệp Khắc có một lữ đoàn. Ngừng hoạt động trong thập niên 1990.
- Đông Đức

- Hungary có một trung đoàn. Ngừng hoạt động vào giữa thập niên 1990.
- Nga - 500 (Ngừng hoạt động vào năm 2007)